# Neuf préludes
Les Neuf préludes, op. 231b, sont une œuvre pour orgue de Darius Milhaud composée en 1942.

## Présentation
Les Neuf préludes sont une adaptation pour orgue de courtes pages instrumentales composées en 1942 par Darius Milhaud comme musique de scène pour L'Annonce faite à Marie de Paul Claudel.
En tant que préludes pour orgue, l'œuvre, écrite à Mills College et dédiée à M.D.M., est envoyée dès la fin 1944 à Henriette Puig-Roget, qui en donne une première audition durant l'hiver à Paris, au Palais de Chaillot. La création officielle du cycle se déroule en présence du compositeur salle Pleyel, au concert La Chantrerie, le 1er juin 1948, dans une interprétation de l'organiste Marie-Louise Girod,,.

## Structure
Les Neuf préludes, d'une durée moyenne d'exécution de quinze minutes environ, consistent en neuf pièces « d'une grande intensité d'atmosphère » :
- le 1er prélude, « en style d'imitation, utilise un langage modal en accord parfait avec l'ambiance médiévale du drame de Claudel[5] » ;
- le 2e est une « pastorale qui déroule, sur un accompagnement obstiné, une mélodie naïve chantée par les jeux de flûtes[5] » ;
- les 3e et 4e « rappellent étrangement, par leurs suites de quintes et leur rythme ternaire, les rondeaux d'Adam de la Halle. Un solo de « vox humana » vient en éclairer le trame harmonique[5] » ;
- le 5e « accompagne un chant d'une apparente simplicité par de douloureux chromatismes[5] » ;
- le 6e prélude « fait intervenir le plein-jeu, sur un rythme de jubilation à cinq croches, et contraste violemment avec les précédents comme aussi avec le suivant[5] » ;
- le 7e égrène une « mélodie ingénue inspirée d'une chanson populaire française, ce qui rattache directement Milhaud à la lignée des Daquin et Dandrieu[5] », relève Marie-Rose Clouzot ;
- le 8e expose « un curieux motif en tierces descendantes, puis ascendantes, qui sert de support à un chant large, presque grégorien[5] » ;
- le 9e, « véritable Final, s'épanouit en de grands accords  avec d'intéressants déhanchements du rythme[5] ».

Pour le musicologue Gilles Cantagrel, les pièces, « variées, imaginatives, poétiques, [...] mériteraient d'être tirées de l'oubli par les organistes ».
La partition est publiée par H.W. Gray (Belwin Mills). Dans le catalogue des œuvres de Darius Milhaud, les Neuf préludes portent le numéro d'opus 231b.

## Discographie
- Darius Milhaud : L'œuvre d'orgue, George Baker (orgue), Solstice FYCD 916, 1974/2002.